# Silistra (region)
Silistra är en region (oblast) med 110 562 invånare (2017) belägen i norra Bulgarien. Den administrativa huvudorten är Silistra.  

## Administrativ indelning
Oblastet är indelat i 7 kommuner: Silistra, Alfatar, Dulovo, Glavinitsa, Kaynardzha, Sitovo och Tutrakan. 